# Genuchus brevitarsis
Genuchus brevitarsis är en skalbaggsart som beskrevs av Moser 1916. Genuchus brevitarsis ingår i släktet Genuchus och familjen Cetoniidae. Inga underarter finns listade i Catalogue of Life.